# Slag om Molino del Rey
De Slag om Molino del Rey was een veldslag in de Mexicaans-Amerikaanse Oorlog, die werd uitgevochten op 8 september 1847. Deze slag was een van de bloedigste uit de oorlog.
Nadat de vredesgesprekken na de slag om Churubusco op niets waren uitgelopen werden de gevechten hervat. De Amerikaanse bevelhebber Winfield Scott kreeg het bericht dat de Mexicanen bij Molino del Rey (Molen van de Koning) bezig waren kerkklokken om te smelten om het fort Chapultepec mee te verdedigen. Scott gaf de opdracht de Mexicanen aan te vallen en alle munitie te vernietigen.
Scott liet artillerie afvuren, waarop geen antwoord kwam. Hij ging ervan uit dat de Mexicanen Molino del Rey verlaten hadden en stuurde een groep van 2800 man erop af om het te onderzoeken. Deze werden onthaald met hevige weerstand en kanongebulder, waarbij aan Amerikaanse zijde honderden slachtoffers vielen. De Amerikanen wisten deze klap echter snel te boven te komen en versloegen de Mexicanen, die zich vervolgens terugtrokken in Chapultepec.
De molen waarom de veldslag werd uitgevochten stond op de plaats waar nu het cultureel complex Los Pinos is gevestigd. Overblijfselen van de molen en gedenktekens aan de slag zijn hier te bezichtigen.